# Alelo fijado
En genética de poblaciones se habla de un alelo fijado en referencia a aquel alelo que está presente en homocigosis en todos los individuos de una población. De este modo, en aquella no existe ningún otro alelo para ese carácter, por lo que se dice que se ha producido una fijación de dicho alelo.